# Saison 2019-2020 des Hawks d'Atlanta
La saison 2019-2020 des Hawks d'Atlanta est la 70e saison de la franchise en National Basketball Association (NBA) et la 52e saison dans la ville d’Atlanta.
Cette saison marque la dernière de Vince Carter, au sein de la NBA, après 22 saisons disputées. Au cours de la saison, Trae Young obtient sa première sélection pour le NBA All-Star Game 2020.
La saison a été suspendue par les officiels de la ligue après les matchs du 11 mars  après l'annonce que Rudy Gobert était positif au COVID-19. Le 12 mars 2020, le président de la ligue Adam Silver annonce que le championnat est arrêté pour "au moins 30 jours".
À l'annonce de la reprise de la compétition de la NBA, pour le 31 juillet, la franchise n'a pas été retenue afin de participer à la fin de saison. Elle garde donc les statistiques et le bilan en date du 12 mars 2020.

## Draft
| Tour | Choix | Joueur               | Poste | Nationalité | Provenance          |
| ---- | ----- | -------------------- | ----- | ----------- | ------------------- |
| 1    | 8     | Jaxson Hayes         | C     | États-Unis  | Longhorns du Texas  |
| 1    | 10    | Cam Reddish          | SF    | États-Unis  | Blue Devils de Duke |
| 2    | 35    | Marcos Louzada Silva | SF    | Brésil      | Franca São Paulo    |

## Matchs

### Summer League
| Summer League Total: 2-3 |

| Match | Date match | Équipe      | Score   | Meilleur marqueur   | Meilleur rebondeur | Meilleur passeur   | Lieux Spectateurs    | Série |
| ----- | ---------- | ----------- | ------- | ------------------- | ------------------ | ------------------ | -------------------- | ----- |
| 1     | 6 juillet  | Milwaukee   | D 83-89 | Jordan Sibert (20)  | Omari Spellman (8) | Matt Mooney (4)    | Cox Pavilion         | 0 - 1 |
| 2     | 7 juillet  | Minnesota   | D 66-90 | Omari Spellman (16) | Omari Spellman (8) | Matt Mooney (3)    | Thomas & Mack Center | 0 - 2 |
| 3     | 9 juillet  | Indiana     | V 87-67 | Jordan Sibert (21)  | McCall, Ward (7)   | Jaylen Adams (5)   | Thomas & Mack Center | 1 - 2 |
| 4     | 11 juillet | Washington  | D 71-76 | Charlie Brown (16)  | Tahjere McCall (9) | Jaylen Adams (9)   | Thomas & Mack Center | 1 - 3 |
| 5     | 12 juillet | San Antonio | V 80-72 | Matt Mooney (17)    | Nick Ward (13)     | Tahjere McCall (6) | Thomas & Mack Center | 2 - 3 |

### Pré-saison
| Pré-saison Total: 1-4 (Domicile : 0-2; Extérieur : 1-2) |

| Match | Date match | Équipe              | Score     | Meilleur marqueur    | Meilleur rebondeur | Meilleur passeur   | Lieux                   | Série |
| ----- | ---------- | ------------------- | --------- | -------------------- | ------------------ | ------------------ | ----------------------- | ----- |
| 1     | 7 octobre  | La Nouvelle-Orléans | D 109-133 | DeAndre' Bembry (16) | Quatre joueurs (5) | Trae Young (11)    | State Farm Arena        | 0 - 1 |
| 2     | 9 octobre  | Orlando             | D 88-97   | Trae Young (18)      | Jabari Parker (9)  | Goodwin, Young (5) | State Farm Arena        | 0 - 2 |
| 3     | 14 octobre | @ Miami             | D 87-120  | Trae Young (23)      | Jabari Parker (10) | Hunter, Young (4)  | American Airlines Arena | 0 - 3 |
| 4     | 16 octobre | @ New York          | V 100-96  | Trae Young (23)      | John Collins (14)  | Trae Young (9)     | Madison Square Garden   | 1 - 3 |
| 5     | 17 octobre | @ Chicago           | D 93-111  | Jabari Parker (15)   | Alex Len (11)      | Trois joueurs (4)  | United Center           | 1 - 4 |

### Saison régulière
| Saison régulière Total: 20-47 (Domicile : 14-20; Extérieur : 6-27) |

| Match | Date match | Équipe       | Score     | Meilleur marqueur  | Meilleur rebondeur   | Meilleur passeur    | Lieux                   | Série |
| ----- | ---------- | ------------ | --------- | ------------------ | -------------------- | ------------------- | ----------------------- | ----- |
| 1     | 24 octobre | @ Détroit    | V 117-100 | Trae Young (38)    | John Collins (10)    | Trae Young (9)      | Little Caesars Arena    | 1 - 0 |
| 2     | 26 octobre | Orlando      | V 103-99  | Trae Young (39)    | John Collins (12)    | Trae Young (9)      | State Farm Arena        | 2 - 0 |
| 3     | 28 octobre | Philadelphie | D 103-105 | Trae Young (25)    | De'Andre Hunter (9)  | Trae Young (9)      | State Farm Arena        | 2 - 1 |
| 4     | 29 octobre | @ Miami      | D 97-112  | John Collins (30)  | John Collins (7)     | Cam Reddish (6)     | American Airlines Arena | 2 - 2 |
| 5     | 31 octobre | Miami        | D 97-106  | Jabari Parker (23) | DeAndre' Bembry (10) | DeAndre' Bembry (8) | State Farm Arena        | 2 - 3 |

| Match | Date match  | Équipe          | Score          | Meilleur marqueur    | Meilleur rebondeur   | Meilleur passeur    | Lieux                      | Série  |
| ----- | ----------- | --------------- | -------------- | -------------------- | -------------------- | ------------------- | -------------------------- | ------ |
| 6     | 5 novembre  | San Antonio     | V 108-100      | Trae Young (29)      | Hunter, Parker (8)   | Trae Young (13)     | State Farm Arena           | 3 - 3  |
| 7     | 6 novembre  | Chicago         | D 93-113       | Jabari Parker (18)   | Bruno Fernando (6)   | DeAndre' Bembry (4) | State Farm Arena           | 3 - 4  |
| 8     | 8 novembre  | Sacramento      | D 109-121      | Trae Young (30)      | Jabari Parker (8)    | Trae Young (12)     | State Farm Arena           | 3 - 5  |
| 9     | 10 novembre | @ Portland      | D 113-124 (OT) | Trae Young (35)      | Jabari Parker (11)   | Trae Young (10)     | Moda Center                | 3 - 6  |
| 10    | 12 novembre | @ Denver        | V 125-121      | Trae Young (42)      | Jabari Parker (9)    | Trae Young (11)     | Pepsi Center               | 4 - 6  |
| 11    | 14 novembre | @ Phoenix       | D 112-128      | Jabari Parker (24)   | Alex Len (10)        | Trae Young (13)     | Talking Stick Resort Arena | 4 - 7  |
| 12    | 16 novembre | @ L.A. Clippers | D 101-150      | Trae Young (20)      | Jabari Parker (8)    | Trae Young (6)      | Staples Center             | 4 - 8  |
| 13    | 17 novembre | @ L.A. Lakers   | D 101-122      | Trae Young (31)      | Jabari Parker (8)    | Trae Young (7)      | Staples Center             | 4 - 9  |
| 14    | 20 novembre | Milwaukee       | D 127-135      | De'Andre Hunter (27) | De'Andre Hunter (11) | Trae Young (8)      | State Farm Arena           | 4 - 10 |
| 15    | 22 novembre | @ Détroit       | D 103-128      | DeAndre' Bembry (22) | Trae Young (6)       | Trae Young (8)      | Little Caesars Arena       | 4 - 11 |
| 16    | 23 novembre | Toronto         | D 116-119      | Trae Young (30)      | Trae Young (10)      | Trae Young (10)     | State Farm Arena           | 4 - 12 |
| 17    | 25 novembre | Minnesota       | D 113-125      | Trae Young (37)      | Crabbe, Parker (7)   | Trae Young (9)      | State Farm Arena           | 4 - 13 |
| 18    | 27 novembre | @ Milwaukee     | D 102-111      | Jabari Parker (33)   | Jabari Parker (14)   | Trae Young (7)      | Fiserv Forum               | 4 - 14 |
| 19    | 29 novembre | @ Indiana       | D 104-105 (OT) | Trae Young (49)      | DeAndre' Bembry (12) | Trae Young (6)      | Bankers Life Fieldhouse    | 4 - 15 |
| 20    | 30 novembre | @ Houston       | D 111-158      | Trae Young (37)      | Bembry, Hunter (5)   | Trae Young (7)      | Toyota Center              | 4 - 16 |

| Match | Date match  | Équipe       | Score          | Meilleur marqueur    | Meilleur rebondeur  | Meilleur passeur    | Lieux                      | Série  |
| ----- | ----------- | ------------ | -------------- | -------------------- | ------------------- | ------------------- | -------------------------- | ------ |
| 21    | 2 décembre  | Golden State | V 104-79       | Trae Young (24)      | Bembry, Jones (8)   | Trae Young (7)      | State Farm Arena           | 5 - 16 |
| 22    | 4 décembre  | Brooklyn     | D 118-130      | Trae Young (39)      | Damian Jones (8)    | Trae Young (10)     | State Farm Arena           | 5 - 17 |
| 23    | 8 décembre  | @ Charlotte  | V 122-107      | Trae Young (30)      | Alex Len (10)       | Trae Young (9)      | Spectrum Center            | 6 - 17 |
| 24    | 10 décembre | @ Miami      | D 121-135 (OT) | De'Andre Hunter (28) | Parker, Reddish (8) | Trae Young (9)      | American Airlines Arena    | 6 - 18 |
| 25    | 11 décembre | @ Chicago    | D 102-136      | Alex Len (17)        | Jabari Parker (7)   | Trae Young (13)     | United Center              | 6 - 19 |
| 26    | 13 décembre | Indiana      | D 100-110      | Trae Young (23)      | Alex Len (13)       | Trae Young (8)      | State Farm Arena           | 6 - 20 |
| 27    | 15 décembre | L.A. Lakers  | D 96-101       | Trae Young (30)      | Alex Len (7)        | Trae Young (7)      | State Farm Arena           | 6 - 21 |
| 28    | 17 décembre | @ New York   | D 120-143      | Trae Young (42)      | Trois joueurs (5)   | Trae Young (8)      | Madison Square Garden      | 6 - 22 |
| 29    | 19 décembre | Utah         | D 106-111      | Trae Young (30)      | Jabari Parker (9)   | Trae Young (8)      | State Farm Arena           | 6 - 23 |
| 30    | 21 décembre | @ Brooklyn   | D 112-122      | Trae Young (47)      | Alex Len (14)       | Huerter, Young (6)  | Barclays Center            | 6 - 24 |
| 31    | 23 décembre | @ Cleveland  | D 118-121      | Trae Young (30)      | John Collins (11)   | Trae Young (11)     | Rocket Mortgage FieldHouse | 6 - 25 |
| 32    | 27 décembre | Milwaukee    | D 86-112       | Allen Crabbe (20)    | John Collins (16)   | Kevin Huerter (3)   | State Farm Arena           | 6 - 26 |
| 33    | 28 décembre | @ Chicago    | D 81-116       | John Collins (34)    | John Collins (8)    | Cam Reddish (6)     | United Center              | 6 - 27 |
| 34    | 30 décembre | @ Orlando    | V 101-93       | Brandon Goodwin (21) | Alex Len (12)       | Brandon Goodwin (6) | Amway Center               | 7 - 27 |

| Match | Date match | Équipe          | Score     | Meilleur marqueur | Meilleur rebondeur  | Meilleur passeur  | Lieux                   | Série   |
| ----- | ---------- | --------------- | --------- | ----------------- | ------------------- | ----------------- | ----------------------- | ------- |
| 35    | 3 janvier  | @ Boston        | D 106-109 | Trae Young (28)   | Collins, Len (8)    | Trae Young (10)   | TD Garden               | 7 - 28  |
| 36    | 4 janvier  | Indiana         | V 116-111 | Trae Young (41)   | Alex Len (9)        | Trae Young (8)    | State Farm Arena        | 8 - 28  |
| 37    | 6 janvier  | Denver          | D 115-123 | Trae Young (29)   | Kevin Huerter (8)   | Trae Young (12)   | State Farm Arena        | 8 - 29  |
| 38    | 8 janvier  | Houston         | D 115-122 | Trae Young (42)   | John Collins (14)   | Trae Young (10)   | State Farm Arena        | 8 - 30  |
| 39    | 10 janvier | @ Washington    | D 101-111 | Trae Young (19)   | John Collins (15)   | Trae Young (7)    | Capital One Arena       | 8 - 31  |
| 40    | 12 janvier | @ Brooklyn      | D 86-108  | Cam Reddish (20)  | Trois joueurs (5)   | Kevin Huerter (5) | Barclays Center         | 8 - 32  |
| 41    | 14 janvier | Phoenix         | V 123-110 | Trae Young (36)   | Kevin Huerter (15)  | Trae Young (10)   | State Farm Arena        | 9 - 32  |
| 42    | 17 janvier | @ San Antonio   | V 121-120 | Trae Young (31)   | John Collins (10)   | Trae Young (9)    | AT&T Center             | 10 - 32 |
| 43    | 18 janvier | Détroit         | D 103-136 | John Collins (20) | Trae Young (8)      | Teague, Young (7) | State Farm Arena        | 10 - 33 |
| 44    | 20 janvier | Toronto         | D 117-122 | Trae Young (42)   | John Collins (11)   | Trae Young (15)   | State Farm Arena        | 10 - 34 |
| 45    | 22 janvier | L.A. Clippers   | V 102-95  | John Collins (33) | John Collins (16)   | Jeff Teague (8)   | State Farm Arena        | 11 - 34 |
| 46    | 24 janvier | @ Oklahoma City | D 111-140 | John Collins (28) | Trois joueurs (6)   | Trae Young (16)   | Chesapeake Energy Arena | 11 - 35 |
| 47    | 26 janvier | Washington      | V 152-133 | Trae Young (45)   | Bruno Fernando (12) | Trae Young (14)   | State Farm Arena        | 12 - 35 |
| 48    | 28 janvier | @ Toronto       | D 114-130 | John Collins (28) | John Collins (12)   | Trae Young (13)   | Scotiabank Arena        | 12 - 36 |
| 49    | 30 janvier | Philadelphie    | V 127-117 | Trae Young (39)   | John Collins (20)   | Trae Young (18)   | State Farm Arena        | 13 - 36 |

| Match                  | Date match  | Équipe         | Score           | Meilleur marqueur | Meilleur rebondeur   | Meilleur passeur  | Lieux                      | Série   |
| ---------------------- | ----------- | -------------- | --------------- | ----------------- | -------------------- | ----------------- | -------------------------- | ------- |
| 50                     | 1er février | @ Dallas       | D 100-123       | John Collins (26) | Damian Jones (12)    | Jeff Teague (8)   | American Airlines Center   | 13 - 37 |
| 51                     | 3 février   | Boston         | D 115-123       | Trae Young (34)   | John Collins (11)    | Trae Young (7)    | State Farm Arena           | 13 - 38 |
| 52                     | 5 février   | @ Minnesota    | V 127-120       | Trae Young (38)   | John Collins (12)    | Trae Young (11)   | Target Center              | 14 - 38 |
| 53                     | 7 février   | @ Boston       | D 107-112       | John Collins (30) | John Collins (10)    | Kevin Huerter (6) | TD Garden                  | 14 - 39 |
| 54                     | 9 février   | New York       | V 140-135 (2OT) | Trae Young (48)   | John Collins (16)    | Trae Young (13)   | State Farm Arena           | 15 - 39 |
| 55                     | 10 février  | @ Orlando      | D 126-135       | Trae Young (29)   | Dewayne Dedmon (9)   | Jeff Teague (11)  | Amway Center               | 15 - 40 |
| 56                     | 12 février  | @ Cleveland    | D 105-127       | Trae Young (27)   | De'Andre Hunter (8)  | Trae Young (12)   | Rocket Mortgage FieldHouse | 15 - 41 |
| NBA All-Star Game 2020 |             |                |                 |                   |                      |                   |                            |         |
| 57                     | 20 février  | Miami          | V 129-124       | Trae Young (50)   | Dewayne Dedmon (8)   | Trae Young (8)    | State Farm Arena           | 16 - 41 |
| 58                     | 22 février  | Dallas         | V 111-107       | John Collins (35) | John Collins (17)    | Trae Young (10)   | State Farm Arena           | 17 - 41 |
| 59                     | 24 février  | @ Philadelphie | D 112-129       | Trae Young (28)   | John Collins (9)     | Trae Young (10)   | Wells Fargo Center         | 17 - 42 |
| 60                     | 26 février  | Orlando        | D 120-130       | Trae Young (37)   | De'Andre Hunter (11) | Trae Young (11)   | State Farm Arena           | 17 - 43 |
| 61                     | 28 février  | Brooklyn       | V 141-118       | John Collins (33) | John Collins (13)    | Trae Young (14)   | State Farm Arena           | 18 - 43 |
| 62                     | 29 février  | Portland       | V 129-117       | Trae Young (25)   | John Collins (10)    | Trae Young (15)   | State Farm Arena           | 19 - 43 |

| Match | Date match | Équipe       | Score           | Meilleur marqueur | Meilleur rebondeur   | Meilleur passeur   | Lieux             | Série   |
| ----- | ---------- | ------------ | --------------- | ----------------- | -------------------- | ------------------ | ----------------- | ------- |
| 63    | 2 mars     | Memphis      | D 88-127        | Trae Young (19)   | Hunter, Jones        | Kevin Huerter (4)  | State Farm Arena  | 19 - 44 |
| 64    | 6 mars     | @ Washington | D 112-118       | Cam Reddish (28)  | John Collins (10)    | Kevin Huerter (11) | Capital One Arena | 19 - 45 |
| 65    | 7 mars     | @ Memphis    | D 101-118       | John Collins (27) | Dewayne Dedmon (10)  | Kevin Huerter (6)  | FedExForum        | 19 - 46 |
| 66    | 9 mars     | Charlotte    | V 143-138 (2OT) | Trae Young (31)   | Collins, Hunter (11) | Trae Young (16)    | State Farm Arena  | 20 - 46 |
| 67    | 11 mars    | New York     | D 131-136 (OT)  | Trae Young (42)   | John Collins (15)    | Trae Young (11)    | State Farm Arena  | 20 - 47 |

| Match | Date match | Équipe                | Score | Meilleur marqueur | Meilleur rebondeur | Meilleur passeur | Lieux                   | Série |
| ----- | ---------- | --------------------- | ----- | ----------------- | ------------------ | ---------------- | ----------------------- | ----- |
| 68    | Annulé     | Cleveland             |       |                   |                    |                  | State Farm Arena        | -     |
| 69    | Annulé     | @ La Nouvelle-Orléans |       |                   |                    |                  | Smoothie King Center    | -     |
| 70    | Annulé     | Oklahoma City         |       |                   |                    |                  | State Farm Arena        | -     |
| 71    | Annulé     | Washington            |       |                   |                    |                  | State Farm Arena        | -     |
| 72    | Annulé     | @ Philadelphie        |       |                   |                    |                  | Wells Fargo Center      | -     |
| 73    | Annulé     | @ Golden State        |       |                   |                    |                  | Chase Center            | -     |
| 74    | Annulé     | @ Sacramento          |       |                   |                    |                  | Golden 1 Center         | -     |
| 75    | Annulé     | @ Utah                |       |                   |                    |                  | Vivint Smart Home Arena | -     |
| 76    | Annulé     | La Nouvelle-Orléans   |       |                   |                    |                  | State Farm Arena        | -     |
| 77    | Annulé     | Charlotte             |       |                   |                    |                  | State Farm Arena        | -     |
| 78    | Annulé     | @ Charlotte           |       |                   |                    |                  | Spectrum Center         | -     |
| 79    | Annulé     | Détroit               |       |                   |                    |                  | State Farm Arena        | -     |
| 80    | Annulé     | @ Toronto             |       |                   |                    |                  | Scotiabank Arena        | -     |
| 81    | Annulé     | @ Milwaukee           |       |                   |                    |                  | Fiserv Forum            | -     |
| 82    | Annulé     | Cleveland             |       |                   |                    |                  | State Farm Arena        | -     |

### Confrontations en saison régulière
| Conférence Est      | Conférence Est                             | Conférence Est                             | Conférence Est                             | Conférence Est                             | Conférence Ouest                           | Conférence Ouest                           | Conférence Ouest                           |
| Division Atlantique | Division Atlantique                        | Division Atlantique                        | Division Atlantique                        | Division Atlantique                        | Division Nord-Ouest                        | Division Nord-Ouest                        | Division Nord-Ouest                        |
| Équipe              | Domicile                                   | Domicile                                   | Extérieur                                  | Extérieur                                  | Équipe                                     | Domicile                                   | Extérieur                                  |
| ------------------- | ------------------------------------------ | ------------------------------------------ | ------------------------------------------ | ------------------------------------------ | ------------------------------------------ | ------------------------------------------ | ------------------------------------------ |
| Boston              | 115-123                                    |                                            | 106-109                                    | 107-112                                    | Denver                                     | 115-123                                    | 125-121                                    |
| Brooklyn            | 118-130                                    | 141-118                                    | 112-122                                    | 86-108                                     | Minnesota                                  | 113-125                                    | 127-120                                    |
| New York            | 140-135 (2OT)                              | 131-136 (OT)                               | 120-143                                    |                                            | Oklahoma City                              |                                            | 111-140                                    |
| Philadelphie        | 103-105                                    | 127-117                                    | 112-129                                    |                                            | Portland                                   | 129-117                                    | 113-124 (OT)                               |
| Toronto             | 116-119                                    | 117-122                                    | 114-130                                    |                                            | Utah                                       | 106-111                                    |                                            |
|                     | 3-6                                        | 3-6                                        | 0-7                                        | 0-7                                        |                                            | 1-3                                        | 2-2                                        |
| Division            | 3-13                                       | 3-13                                       | 3-13                                       | 3-13                                       | Division                                   | 3-5                                        | 3-5                                        |
| Division Centrale   | Division Centrale                          | Division Centrale                          | Division Centrale                          | Division Centrale                          | Division Pacifique                         | Division Pacifique                         | Division Pacifique                         |
| Équipe              | Domicile                                   | Domicile                                   | Extérieur                                  | Extérieur                                  | Équipe                                     | Domicile                                   | Extérieur                                  |
| Chicago             | 93-113                                     |                                            | 102-136                                    | 81-116                                     | Golden State                               | 104-79                                     |                                            |
| Cleveland           |                                            |                                            | 118-121                                    | 105-127                                    | L.A. Clippers                              | 102-95                                     | 101-150                                    |
| Detroit             | 103-136                                    |                                            | 117-100                                    | 103-128                                    | L.A. Lakers                                | 96-101                                     | 101-122                                    |
| Indiana             | 100-110                                    | 116-111                                    | 104-105 (OT)                               |                                            | Phoenix                                    | 123-110                                    | 112-128                                    |
| Milwaukee           | 127-135                                    | 86-112                                     | 102-111                                    |                                            | Sacramento                                 | 109-121                                    |                                            |
|                     | 1-5                                        | 1-5                                        | 1-7                                        | 1-7                                        |                                            | 3-2                                        | 0-3                                        |
| Division            | 2-12                                       | 2-12                                       | 2-12                                       | 2-12                                       | Division                                   | 3-5                                        | 3-5                                        |
| Division Sud-Est    | Division Sud-Est                           | Division Sud-Est                           | Division Sud-Est                           | Division Sud-Est                           | Division Sud-Ouest                         | Division Sud-Ouest                         | Division Sud-Ouest                         |
| Équipe              | Domicile                                   | Domicile                                   | Extérieur                                  | Extérieur                                  | Équipe                                     | Domicile                                   | Extérieur                                  |
|                     |                                            |                                            |                                            |                                            | Dallas                                     | 111-107                                    | 100-123                                    |
| Charlotte           | 143-138 (2OT)                              |                                            | 122-107                                    |                                            | Houston                                    | 115-122                                    | 111-158                                    |
| Miami               | 97-106                                     | 129-124                                    | 97-112                                     | 121-135 (OT)                               | Memphis                                    | 88-127                                     | 101-118                                    |
| Orlando             | 103-99                                     | 120-130                                    | 101-93                                     | 126-135                                    | New Orleans                                |                                            |                                            |
| Washington          | 152-133                                    |                                            | 101-111                                    | 112-118                                    | San Antonio                                | 108-100                                    | 121-120                                    |
|                     | 4-1                                        | 4-1                                        | 2-5                                        | 2-5                                        |                                            | 2-2                                        | 1-3                                        |
| Division            | 6-6                                        | 6-6                                        | 6-6                                        | 6-6                                        | Division                                   | 3-5                                        | 3-5                                        |
| Conférence          | 11-32 (Domicile : 8-13; Extérieur : 3-19)  | 11-32 (Domicile : 8-13; Extérieur : 3-19)  | 11-32 (Domicile : 8-13; Extérieur : 3-19)  | 11-32 (Domicile : 8-13; Extérieur : 3-19)  | Conférence                                 | 9-15 (Domicile : 6-7; Extérieur : 3-8)     | 9-15 (Domicile : 6-7; Extérieur : 3-8)     |
| Total               | 20-47 (Domicile : 14-20; Extérieur : 6-27) | 20-47 (Domicile : 14-20; Extérieur : 6-27) | 20-47 (Domicile : 14-20; Extérieur : 6-27) | 20-47 (Domicile : 14-20; Extérieur : 6-27) | 20-47 (Domicile : 14-20; Extérieur : 6-27) | 20-47 (Domicile : 14-20; Extérieur : 6-27) | 20-47 (Domicile : 14-20; Extérieur : 6-27) |

## Classements de la saison régulière
| Conférence Est | Conférence Est         | Conférence Est | Conférence Est | Conférence Est | Conférence Est | Conférence Est | Conférence Est |
| No             | Franchise              | Vic.           | Déf.           | MJ             | V/D            | GB             |                |
| -------------- | ---------------------- | -------------- | -------------- | -------------- | -------------- | -------------- | -------------- |
| 1              | Bucks de Milwaukee     | 56             | 17             | 73             | .767           | –              |                |
| 2              | Raptors de Toronto     | 53             | 19             | 72             | .736           | 2.5            |                |
| 3              | Celtics de Boston      | 48             | 24             | 72             | .667           | 7.5            |                |
| 4              | Pacers de l'Indiana    | 45             | 28             | 73             | .616           | 11             |                |
| 5              | Heat de Miami          | 44             | 29             | 73             | .603           | 12             |                |
| 6              | 76ers de Philadelphie  | 43             | 30             | 73             | .589           | 13             |                |
| 7              | Nets de Brooklyn       | 35             | 37             | 72             | .486           | 20.5           |                |
| 8              | Magic d'Orlando        | 33             | 40             | 73             | .452           | 23             |                |
|                |                        |                |                |                |                |                |                |
| 9              | Wizards de Washington¹ | 25             | 47             | 72             | .347           | 30.5           |                |
| 10             | Hornets de Charlotte   | 23             | 42             | 65             | .354           | 29             |                |
| 11             | Bulls de Chicago       | 22             | 43             | 65             | .338           | 30             |                |
| 12             | Knicks de New York     | 21             | 45             | 66             | .318           | 31.5           |                |
| 13             | Pistons de Détroit     | 20             | 46             | 66             | .303           | 32.5           |                |
| 14             | Hawks d'Atlanta        | 20             | 47             | 67             | .299           | 33             |                |
| 15             | Cavaliers de Cleveland | 19             | 46             | 65             | .292           | 33             |                |

| Division Sud-Est     | V  | D  | MJ | V/D  | GB   | Dom   | Ext   | Div  |
| -------------------- | -- | -- | -- | ---- | ---- | ----- | ----- | ---- |
| Heat de Miami        | 44 | 29 | 73 | .603 | –    | 29–7  | 15–22 | 10–4 |
| Magic d'Orlando      | 33 | 40 | 73 | .452 | 11.5 | 18–17 | 15–23 | 9–5  |
| Washington Wizards   | 25 | 47 | 72 | .347 | 19   | 16–20 | 9–27  | 5–9  |
| Hornets de Charlotte | 23 | 42 | 65 | .354 | 17.5 | 10–21 | 13–21 | 2–7  |
| Hawks d'Atlanta      | 20 | 47 | 66 | .299 | 21.5 | 14–20 | 6–27  | 6–7  |

## Effectif

### Effectif actuel
| Hawks d'Atlanta Effectif actuel                                |    |                        |                        |                         |
| Entraîneur : Lloyd Pierce                                      |    |                        |                        |                         |
| Arrière / Ailier                                               | 95 | Drapeau des États-Unis | DeAndre' Bembry        | Saint-Joseph            |
| Arrière / Ailier                                               | 4  | Drapeau des États-Unis | Charlie Brown (R) (TW) | Saint-Joseph            |
| Pivot                                                          | 17 | Drapeau de la Suisse   | Clint Capela           | France                  |
| Arrière / Ailier                                               | 15 | Drapeau des États-Unis | Vince Carter           | North Carolina          |
| Ailier fort                                                    | 20 | Drapeau des États-Unis | John Collins           | Wake Forest             |
| Pivot                                                          | 14 | Drapeau des États-Unis | Dewayne Dedmon         | USC                     |
| Ailier fort / Pivot                                            | 24 | Drapeau de l'Angola    | Bruno Fernando (R)     | Maryland                |
| Meneur                                                         | 0  | Drapeau des États-Unis | Brandon Goodwin        | Florida Gulf Coast (en) |
| Arrière / Ailier                                               | 2  | Drapeau des États-Unis | Treveon Graham         | VCU                     |
| Arrière                                                        | 3  | Drapeau des États-Unis | Kevin Huerter          | Maryland                |
| Ailier                                                         | 12 | Drapeau des États-Unis | De'Andre Hunter (R)    | Virginia                |
| Pivot                                                          | 30 | Drapeau des États-Unis | Damian Jones           | Vanderbilt              |
| Ailier fort / Pivot                                            | 7  | Drapeau d'Haïti        | Skal Labissière        | Kentucky                |
| Arrière / Ailier                                               | 22 | Drapeau des États-Unis | Cam Reddish (R)        | Duke                    |
| Meneur                                                         | 00 | Drapeau des États-Unis | Jeff Teague            | Wake Forest             |
| Meneur                                                         | 11 | Drapeau des États-Unis | Trae Young             | Oklahoma                |
| (C) - Capitaine, (R) - Rookie, (TW) - Two-way contract, Blessé |    |                        |                        |                         |

## Récompenses durant la saison
Récapitulatif des récompenses obtenues par les joueurs de l'équipe durant la saison.
| Date                    | Joueur       | Récompense                                  |
| ----------------------- | ------------ | ------------------------------------------- |
| 22 octobre - 27 octobre | Trae Young   | Joueur de la semaine dans la conférence Est |
| 14 février              | Trae Young   | ☆ Rising Stars Challenge - Team USA ☆       |
| 16 février              | Trae Young   | ☆ All-Star 2020 ☆                           |
| 4 octobre               | Vince Carter | NBA Sportsmanship Award                     |

## Transactions
Le détail des différents contrats signés par l'équipe est disponible dans la section supérieure des contrats des joueurs, avec les montants des salaires.

### Échanges
| Juin | Juin | Juin | Juin   |
| --- | --- | --- | ------ |
| 19 juin | Vers les Hawks d'Atlanta - Second tour de draft 2024 - Compensation financière | Vers Miami Heat - Second tour de draft 2019 (#44) | [ 6 ]  |
| 20 juin (Jour de la Draft) | Vers les Hawks d'Atlanta - Second tour de draft 2024 - Compensation financière | Vers les Warriors de Golden State - Droits sur Eric Paschall (#41) | [ 7 ]  |
| 24 juin | Vers les Hawks d'Atlanta - Evan Turner | Vers les Trail Blazers de Portland - Kent Bazemore | [ 8 ]  |
| Juillet | | |        |
| 6 juillet | Vers les Hawks d'Atlanta - Allen Crabbe - Droits sur Nickeil Alexander-Walker (#17) - Premier tour de draft 2020 (protégé)                                                                      | Vers les Nets de Brooklyn - Taurean Prince - Second tour de draft 2021 | [ 9 ]  |
| 7 juillet | Vers les Hawks d'Atlanta - Solomon Hill - Droits sur De'Andre Hunter (#4) - Droits sur Jordan Bone (#57)                                                                                        | Vers les Pelicans de La Nouvelle-Orléans - Droits sur Jaxson Hayes (#8) - Droits sur Nickeil Alexander-Walker (#17) - Droits sur Marcos Louzada Silva (#35) - Premier tour de draft 2020 (protégé) | [ 10 ] |
| 7 juillet | Vers les Hawks d'Atlanta - Droits sur Bruno Fernando (#34) | Vers les 76ers de Philadelphie - Droits sur Jordan Bone (#57) - Second tour de draft 2020 (protégé) - Second tour de draft 2023 (plus favorable entre Atlanta, Charlotte et Brooklyn)              | [ 11 ] |
| 7 juillet | Vers les Hawks d'Atlanta - Chandler Parsons | Vers les Grizzlies de Memphis - Solomon Hill - Miles Plumlee | [ 12 ] |
| 8 juillet | Vers les Hawks d'Atlanta - Damian Jones - Second tour de draft 2026 | Vers les Warriors de Golden State - Omari Spellman | [ 13 ] |
| Janvier | | |        |
| 16 janvier | Vers les Hawks d'Atlanta - Jeff Teague - Treveon Graham | Vers les Timberwolves du Minnesota - Allen Crabbe | [ 14 ] |
| Février | | |        |
| 4 février | | |        |
| Échange à quatre équipes | Échange à quatre équipes | [ 15 ] |        |
| Vers les Hawks d'Atlanta - Clint Capela (De Houston) - Nenê (De Houston) | Vers les Rockets de Houston - Robert Covington (De Minnesota) - Jordan Bell (De Minnesota) - Futur second tour de draft (De Minnesota)                                                          | [ 15 ] |        |
| Vers les Timberwolves du Minnesota - Malik Beasley (De Denver) - Juan Hernangómez (De Denver) - Jarred Vanderbilt (De Denver) - Evan Turner (D'Atlanta) - Premier tour de draft 2020 de Brooklyn (D'Atlanta) | Vers les Nuggets de Denver - Shabazz Napier (De Minnesota) - Noah Vonleh (De Minnesota) - Keita Bates-Diop (De Minnesota) - Gerald Green (De Houston) - Premier tour de draft 2020 (De Houston) | [ 15 ] |        |
| 6 février | Vers les Hawks d'Atlanta - Derrick Walton | Vers les Clippers de Los Angeles - Second tour de draft 2022 protégé | [ 16 ] |
| 6 février | Vers les Hawks d'Atlanta - Dewayne Dedmon - Second tour de draft 2020 - Second tour de draft 2021                                                                                               | Vers les Kings de Sacramento - Alex Len - Jabari Parker | [ 17 ] |
| 6 février | Vers les Hawks d'Atlanta - Skal Labissière | Vers les Trail Blazers de Portland - Compensation financière | [ 18 ] |

### Joueurs qui re-signent
| Date       | Joueur       |
| ---------- | ------------ |
| 20/09/2019 | Vince Carter |

### Options dans les contrats
| Date       | Joueur          | Option                                  |
| ---------- | --------------- | --------------------------------------- |
| 12/04/2019 | Kent Bazemore   | Kent Bazemore exerce son option joueur. |
| 29/06/2019 | Justin Anderson | Atlanta décline la Qualifying Offer.    |
| 29/06/2019 | Isaac Humphries | Atlanta décline la Qualifying Offer.    |

## Arrivées

### Draft
| Date       | Joueur               | Provenance                      |
| ---------- | -------------------- | ------------------------------- |
| 01/07/2019 | Cam Reddish (#10)    | Blue Devils de Duke (NCAA)      |
| 07/07/2019 | Bruno Fernando (#34) | Terrapins du Maryland (NCAA)    |
| 07/07/2019 | De'Andre Hunter (#4) | Cavaliers de la Virginie (NCAA) |

### Agents libres
| Date       | Joueur            | Provenance                         |
| ---------- | ----------------- | ---------------------------------- |
| 11/07/2019 | Jabari Parker     | Wizards de Washington              |
| 31/07/2019 | Ray Spalding      | Suns de Phoenix                    |
| 23/08/2019 | Marcus Derrickson | Warriors de Golden State           |
| 27/08/2019 | Armoni Brooks     | Cougars de Houston (NCAA)          |
| 20/09/2019 | Tahjere McCall    | Nets de Long Island (G-League)     |
| 08/10/2019 | Jordan Sibert     | Erie BayHawks (G-League)           |
| 18/10/2019 | Kenny Gabriel     | Türk Telekomspor                   |
| 19/10/2019 | Mark Ogden Jr.    | Olimpi Tbilisi                     |
| 23/10/2019 | Tyrone Wallace    | Timberwolves du Minnesota          |
| 12/02/2020 | Brandon Goodwin   | Hawks d'Atlanta (Two-way contract) |

### Contrats de 10 jours
| Date       | Joueur      | Provenance             |
| ---------- | ----------- | ---------------------- |
| 06/01/2020 | Paul Watson | Raptors 905 (G League) |

### Two-way contracts
| Date       | Joueur          | Provenance                   |
| ---------- | --------------- | ---------------------------- |
| 01/07/2019 | Charlie Brown   | Hawks de Saint-Joseph (NCAA) |
| 05/08/2019 | Brandon Goodwin | Nuggets de Denver            |

## Départs

### Agents libres
| Date       | Joueur          | Nouvelle équipe        |
| ---------- | --------------- | ---------------------- |
| 01/07/2019 | Justin Anderson | Wizards de Washington  |
| 01/07/2019 | Dewayne Dedmon  | Kings de Sacramento    |
| 01/07/2019 | Isaac Humphries | Magic d'Orlando        |
| 01/07/2019 | Alex Poythress  | Jilin Northeast Tigers |
| 25/06/2020 | Vince Carter    | Retraite               |

### Joueurs coupés
| Date       | Joueur             | Nouvelle équipe ¹                   |
| ---------- | ------------------ | ----------------------------------- |
| 10/06/2019 | Deyonta Davis      | Rockets de Houston                  |
| 13/07/2019 | Jaylen Adams       | Bucks de Milwaukee                  |
| 14/12/2019 | Tyrone Wallace     | Clippers d'Agua Caliente (G League) |
| 14/01/2020 | Paul Watson        | Bucks de Milwaukee                  |
| 05/02/2020 | Chandler Parsons   |                                     |
| 06/02/2020 | Nenê               |                                     |
| 06/02/2020 | Derrick Walton Jr. | Pistons de Détroit                  |

¹ Il s'agit de l’équipe pour laquelle le joueur a signé après son départ, il a pu entre-temps changer d'équipe ou encore de pays.

### Joueurs non retenus au training camp
Liste des joueurs non retenus pour commencer la saison NBA.
| Joueur            |
| ----------------- |
| Armoni Brooks     |
| Marcus Derrickson |
| Kenny Gabriel     |
| Tahjere McCall    |
| Mark Ogden Jr.    |
| Jordan Sibert     |
| Ray Spalding      |

## Situation à la fin de saison

### Joueurs "agents libres"
| Joueur          | Fin de saison         |
| --------------- | --------------------- |
| DeAndre' Bembry | Agent libre restreint |
| Charlie Brown   | Agent libre restreint |
| Vince Carter    | Agent libre           |
| Treveon Graham  | Agent libre           |
| Damian Jones    | Agent libre restreint |
| Skal Labissière | Agent libre restreint |
| Jeff Teague     | Agent libre           |